# Урусов, Сергей Дмитриевич
Князь Сергей Дмитриевич Урусов (7 [19] марта 1862, с. Спасское, Ярославская губерния — 5 сентября 1937, Москва) — общественный и политический деятель Российской империи конца XIX — начала XX века.

## Биография
Сын отставного полковника, председателя Ярославской губернской земской управы, известного шахматиста Дмитрия Семёновича Урусова (1830—1903) и Варвары Силовны Баташовой (ум. 1905), дочери богатого заводчика. Начальное образование получил дома. В 1872 году поступил в Ярославскую гимназию.
Осенью 1881 года поступил на историко-филологический факультет Императорского Московского университета. По окончании Московского университета, с 1885 года служил по выборам в Калужской губернии и Москве. С 2 июля 1887 по 8 апреля 1896 — предводитель дворянства Перемышльского уезда Калужской губернии. С 1887 почётный мировой судья. В 1890—1892 — председатель Калужской губернской земской управы. В 1893—1896 — член учётного комитета Государственного банка в Калуге.
С 1896 года много времени проводил за рубежом. В 1898—1902 годах жил с семьёй в Москве.
В 1901 году заведовал типографиями Москвы. С 1902 г. был тамбовским вице-губернатором. Был близок к философу Б. Н. Чичерину и местным левым земцам. 6 июня 1903 года, после Кишинёвского погрома, был назначен бессарабским губернатором по рекомендации В. К. Плеве. Правительство хотело, чтобы он водворил порядок «средствами культурными, без репрессий, без военного положения, усиленной и чрезвычайной охраны».
С ноября 1904 г. служил тверским губернатором. 15 мая 1905 года подал в отставку в связи с назначением Д. Ф. Трепова товарищем министра внутренних дел с особыми полномочиями.
В ноябре 1905 года участвовал в переговорах между премьер-министром С. Ю. Витте и представителями либеральных партий. Наконец, с 6 ноября 1905 г. был товарищем (заместителем) министра внутренних дел в правительстве С. Ю. Витте. Вышел в отставку после того как его проект о местном самоуправлении был отвергнут министром внутренних дел П. Н. Дурново.
В 1906 г. был избран депутатом Государственной Думы от Калужской губернии и активно участвовал в работе вплоть до её роспуска. Вступил в Партию демократических реформ. Входил в аграрную комиссию думы. Прославился после выступления в думе 8 июня 1906 года с резкой критикой внутренней политики. Лондонская газета «Стандарт» в тот же день написала: "Речь князя Урусова фактически явилась историческим моментом, с начала до конца была саркастическим обвинением того, что известно под именем «треповского режима». Он закончил свою речь фразой, мгновенно ставшей знаменитой: «На судьбы страны оказывают влияние люди по воспитанию вахмистры и городовые, а по убеждению погромщики». Эта фраза потонула в громе нескончаемых аплодисментов всего зала заседаний. «Биржевые ведомости» писали, что «более тяжкого поражения, чем речь Урусова, старый режим еще не получал». При этом князь обнародовал собранные бывшим директором Департамента полиции А. А. Лопухиным документы, свидетельствовавшие о прямой причастности полиции к организации погромов.
Как депутат, подписавший Выборгское воззвание, был приговорён к тюремному заключению, которое отбыл в 1908 году в Таганской тюрьме. Был лишён прав государственной и общественной службы.
Вернулся к занятиям сельским хозяйством. Совершил ряд поездок по Европе. Сотрудничал в «Вестнике Европы» и «Русских ведомостях». В 1912—1914 годах — председатель комитета скотоводства и семенного дела при Московском обществе сельского хозяйства.
С 1908 года часто бывал в своем имении Росва в Калужской губернии, занимался сельским хозяйством и литературной деятельностью. Сотрудничал в журнале «Вестник Европы», газете «Русские ведомости». Изданный в Санкт-Петербурге в 1907 г. первый том «Записок губернатора» получил широкую известность, был переведен впоследствии на шесть европейских языков. В «Записках» автор отобразил нравы русской бюрократии и провинциальный быт. За эту книгу был приговорен к четырем месяцам тюрьмы.
Именно в эти годы С. Д. Урусов вступает в масонскую ложу Великого востока Франции. Затем в ВВФ были посвящены ещё 15 русских кандидатов. Среди них историк В. О. Ключевский, писатель В. И. Немирович-Данченко. Уже через год масонские ложи появились в 18 городах России. В январе 1908 года в Москве возникла ложа «Освобождение», в которую вошли наряду с другими В. П. Обнинский и С. Д. Урусов. Урусов был выбран первым братом-наставником, вторым стал В. П. Обнинский. В 1908 году Урусов вошёл в капитул (4-18 градус ДПШУ) Астрея.
Позднее Урусов вошёл в Верховный совет Великого востока народов России, совершил ряд поездок в города России с целью организации там лож этой организации. Урусов стал видным деятелем т. н. политического масонства, начало которому положил в 1912 году учредительный съезд Великого востока народов России. Входил в целый ряд лож ВВНР: «Возрождение», «Киевская заря» и «Кавказская» ложа в Кутаиси.
В 1915—1916 годах уполномоченный и председатель комитета Всероссийского союза городов на Юго-Западном фронте (Киев).
После Февральской революции был вызван в Петроград. С 1 марта по июнь 1917 года — товарищ министра внутренних дел Временного правительства. Составил проект положения о милиции, который был принят.
В ноябре 1917 года избран членом Всероссийского учредительного собрания от Бессарабской губернии по списку Партии народной свободы.
После Октябрьской революции несколько раз арестовывался, но освобождался. 27 декабря 1919 призван на военную службу в Красную армию. Служил бухгалтером строевого управления штаба всех морских сил Республики. В 1920 году был арестован по делу «Тактического центра», но оправдан.
С 1 ноября 1921 года — управляющий делами особой комиссии при президиуме ВСНХ по исследованию Курских магнитных аномалий. С 1 октября 1924 года заведующий общим отделом особой комиссии при президиуме ВСНХ. 1 марта 1925 уволен по собственному желанию. В 1925—1929 годах работал инспектором Госбанка. В 1929 уволен во время чистки. Работал бухгалтером в кооперативном товариществе «Техпомощь». В 1931—1932 годах экономист-финансист Племмолтреста. В 1933 году — сотрудник планово-финансового сектора треста «Совхоззапчасть» Наркомсовхозов. Последние годы жизни работал в библиотеке Союза писателей.
В конце 1920-х — 30-е годы работал в различных советских учреждениях. Характеризовался сослуживцами как «человек исключительной добросовестности, отдающий делу все свои знания и силы», который «может служить образцом советского работника». Однако на обращение в Московский губернский комитет социального страхования о назначении пенсии получил отказ, так как «до революции был князем». Лишь благодаря вмешательству сотрудников Госбанка пенсия была назначена.

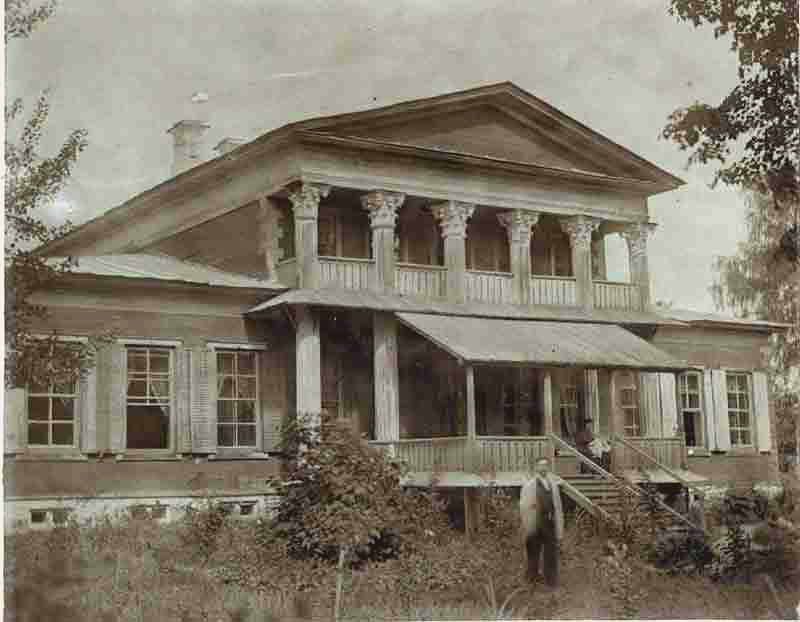
Родовая усадьба Урусовых в селе Спасское Ярославского уезда (снесена в 2011 году)

В конце жизни, помимо приступов астмы, страдал от сердечной недостаточности. По свидетельству дочери, тихо, во сне скончался в Москве в ночь на 5 сентября 1937 года.. Похоронен на Даниловском кладбище (могила не сохранилась). Личные материалы деда его внучка Е. А. Фадеева передала в Государственный музей политической истории России.

### Семья
Жена — Софья Владимировна Лаврова (1866—1922), внучатая племянница П. Л. Лаврова. Дети:
- Вера Сергеевна (1889—1922), в замужестве Фадеева. Из её дочерей[5][6]: Екатерина Фадеева (1918—1997) — Заслуженный врач РСФСР, Елена Фадеева (1914—1999) — Народная артистка СССР.
- Дмитрий Сергеевич (1887—1937), заведующий коневодством в совхозе, расстрелян.
- Софья Сергеевна (1895—1973), фельдшер, похоронена в Москве на Головинском кладбище[7].

## Награды
- Орден Святого Владимира III степени[3]
- Орден Короны Румынии 1-й ст. (24.11.1904)
- Орден Трудового Красного Знамени (постановление ВЦИК от 10.5.1923)

## Сочинения и издания
- Князь С. Д. Урусов. Записки губернатора. Кишинёв. 1903—1904 г. — М.: Изд-во В. М. Саблина, 1907.
  - Переиздание: Berlin: J. Ladyschnikow, 1907. — 377 с.
  - Второе, дополненное издание: 1908. — 245 с.
  - Переиздание: Лейпциг: Б. и., 191?. — 215 с.
  - Английский перевод и издание Германом Розенталем: Prince George Urusov. Mémoires of a Russian Governor (London, New York, Harper & brothers; 1908)[8]).
  - Переиздание с приведением орфографии к современным нормам русского языка и с добавлением 238 иллюстраций из жизни Бессарабии начала XX века: Кишинёв, Litera, 2011.
- Князь С. Д. Урусов. В тисках законов. Очерк о положении евреев в России. — М.: Изд-во В. М. Саблина, 1907. — 33 с.
- Урусов С. Д. «И вот вдали показался красавец Ярославль…» : (Из воспоминаний) / вступит. ст. и публ. В. Г. Пуцко // Ярославская старина. — 1997. — Вып. 4. — С. 42-64.
- Урусов С. Д. Записки. Три года государственной службы / вступ. ст., подгот. текста, сост. и коммент. Н. Б. Хайловой. — М. : Новое литературное обозрение, 2009. — 856 с. (Россия в мемуарах).